# Triolena dressleri
Triolena dressleri är en tvåhjärtbladig växtart som beskrevs av John Julius Wurdack. Triolena dressleri ingår i släktet Triolena och familjen Melastomataceae.
Artens utbredningsområde är Panamá. Inga underarter finns listade i Catalogue of Life.